# Anaxialus
Anaxialus z Larissy, byl kouzelník, který byl roku 28 n. l. poslán do vyhnanství z Říma i Itálie císařem Augustem jako pythagorejec a magus. Thessálie, kde ležela Larissa z které pocházel, byla ve starověku tradičně spojována s čarodějnictvím. Byl nejspíše ovlivněn Pseudo-Démokritovými pythagorejskými a alchymistickými texty a na jednom z papyrů, který je mu připisován, uvádí návod na proměnu mědi ve stříbro, na jiných lze zase nalézt návody na různé iluzionistické triky. O jeho kouzelnických kouscích hovoří Plinius starší a různé křesťanské zdroje, jeho triků měl například užívat gnostický učitel Markos.